# Zihl
Die Zihl (frz. Thièle oder Thielle) ist ein etwa 9 km langer Zufluss der Aare im Schweizer Kanton Waadt.

## Name
1265 („Teyla flumine“) wurde der Fluss erstmals schriftlich erwähnt. Der Name könnte mit dem urindogermanischen Verb *teih1 „warm werden, schmelzen“ in Zusammenhang stehen.

## Geographie

### Verlauf
Die Zihl entsteht aus dem Zusammenfluss der Orbe und des Talent  nordöstlich des Städtchens Orbe im schweizerischen Kanton Waadt, fliesst zum grössten Teil als kanalisierter Fluss nach Nordosten durch die intensiv bewirtschaftete Orbeebene (frz. Plaine de l'Orbe) und mündet bereits nach 9 km bei Yverdon-les-Bains in den Neuenburgersee.
Die weiteren Teile der Zihl waren die Verbindung zwischen Neuenburger- und Bielersee (mittlere Zihl) und der natürliche Abfluss aus dem Bielersee in die Aare (untere Zihl). Diese beiden Fluss-Teile wurden anlässlich der Juragewässerkorrektion grösstenteils durch Kanäle ersetzt. Von der mittleren Zihl ist links des Zihlkanals eine Flussschleife –  La Vieille Thielle – erhalten geblieben. Von der unteren Zihl gibt es noch das erste, etwa 2 km lange Stück zwischen dem Bielersee und der Einmündung in den Nidau-Büren-Kanal. Die restlichen 7 km Flussstrecke bis zur Einmündung in die Aare hat der Nidau-Büren-Kanal ersetzt.

### Einzugsgebiet
Das 475,95 km² grosse Einzugsgebiet der Zihl wird durch sie über den Zihlkanal, die Aare und den Rhein zur Nordsee entwässert.

### Zuflüsse
- Orbe (linker Quellfluss)
- Talent (rechter Quellfluss)
- Deversoir (links)

- Nebenflüsse des Strangs Zihl→Neuenburgersee→Zihlkanal

## Geschichte
Der im 17. Jahrhundert begonnene Bau einer schiffbaren Verbindung zwischen Rhone und Rhein vom  Genfersee aus via Venoge, Canal d’Entreroches, Zihl und Aare bis zur Aare-Mündung in den Rhein bei Koblenz konnte nicht beendet werden. Die bis Anfang dieses Jahrhunderts bei allen Wasser- und Strassenbauten in der Schweiz offen gehaltene Möglichkeit, diesen Transhelvetischen Kanal einst zu schaffen, wurde inzwischen offiziell aufgegeben.
Im April 2018 wurde auf einem 1,8 Kilometer langen Abschnitt oberhalb von Yverdon mit der Renaturierung der Zihl begonnen. Neben dem Hochwasserschutz stand die Schaffung der biologischen Vielfalt sowie die Nutzung als Naherholungsgebiet im Zentrum.

## Brücken
Auf ihrem Weg wird der Fluss von 23 Übergängen überquert: 12 Brücken im oberen Abschnitt (La Thielle), 3 Brücken im mittleren Abschnitt (Zihlkanal) und 8 Brücken im unteren Abschnitt (Alte Zihl).